# Sylvain Distin
Sylvain Distin (Bagnolet, 16 december 1977) is een Frans voormalig voetballer die als centrale verdediger speelde. Hij beëindigde zijn carrière in 2016.

## Clubcarrière

### Frankrijk
Distin speelde in Frankrijk bij US Joué-lès-Tours, Tours, Gueugnon en Paris Saint-Germain. Met Gueugnon won hij de Coupe de la Ligue in 2000. Zijn sterke prestaties bij Gueugnon werden opgemerkt door scouts van Paris Saint-Germain, maar zijn avontuur bij PSG werd geen onverdeeld succes.

### Newcastle
PSG besloot Distin een jaar uit te lenen aan het Engelse Newcastle United. In zijn eerste seizoen over het kanaal speelde hij 35 wedstrijden in alle competities, meestal als linksachter. 

### Manchester City
Newcastle wilde de verdediger definitief vastleggen maar Distin koos voor Manchester City, waar hij wel als centrale verdediger mocht postvatten. In zijn eerste seizoen bij Manchester City werd hij verkozen tot Speler van het Jaar. In zijn tweede seizoen werd hij tot aanvoerder benoemd. In totaal speelde Distin 207 wedstrijden voor The Citizens waarin hij zes keer tot scoren kwam.

### Portsmouth
In mei 2007 tekende Distin een driejarig contract bij Portsmouth, omdat hij op zoek was naar een nieuwe uitdaging. Hij werd meteen vice-aanvoerder in het team van manager Harry Redknapp en door de vele blessures van aanvoerder Sol Campbell droeg hij zelfs regelmatig de aanvoerdersband. Nadat Campbell uiteindelijk vertrok bij Portsmouth, werd Distin tot nieuwe aanvoerder benoemd.

### Everton

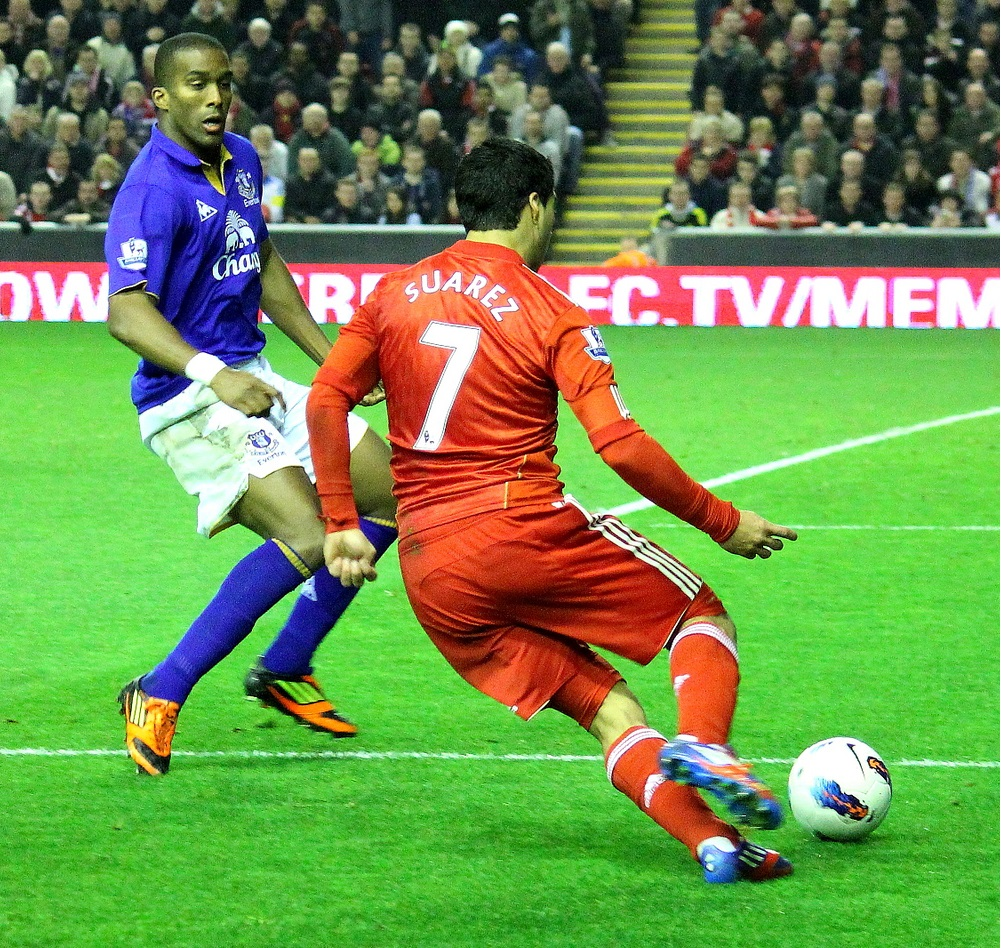
Distin in actie voor Everton met Luis Suárez in een competitiederby tegen Liverpool.

In augustus 2009 tekende Distin een driejarig contract bij Everton, dat 5 miljoen pond op tafel legde voor de fysiek sterke verdediger. Hij kreeg het rugnummer 15 toebedeeld en debuteerde tegen Wigan Athletic. Hij scoorde zijn eerste doelpunt voor The Toffees op 17 september 2009 in de Europa League tegen AEK Athene. Hij scoorde zijn eerste competitiedoelpunt voor Everton op 16 januari 2011 tegen Liverpool. Bij Everton concurreert hij met John Stones en Antolín Alcaraz voor een plek centraal achterin naast aanvoerder Phil Jagielka.

### Bournemouth
Op 1 juli 2015 tekende Distin een contract tot medio 2016 bij het dan net naar de Premier League gepromoveerde AFC Bournemouth, maar speelde weinig doordat hij concurrentie kreeg van Tommy Elphick. Na het eerste seizoen van Bournemouth in de Premier League, waarbij de club zich van het behoud verzekerde, beëindigde een 38-jarige Distin zijn loopbaan. Distin grapte bij de aankondiging van zijn pensioen: "Ik had eigenlijk al vier jaar aan het strand moeten liggen in Zuid-Frankrijk."

## Erelijst
| Competitie        |          |          |          |          |
| Competitie        | Aantal   | Jaren    |          |          |
| Gueugnon          | Gueugnon | Gueugnon | Gueugnon | Gueugnon |
| ----------------- | -------- | -------- | -------- | -------- |
| Coupe de la Ligue | 1x       | 1999/00  |          |          |
| Portsmouth        |          |          |          |          |
| FA Cup            | 1x       | 2007/08  |          |          |